# 伊策爾貝格湖

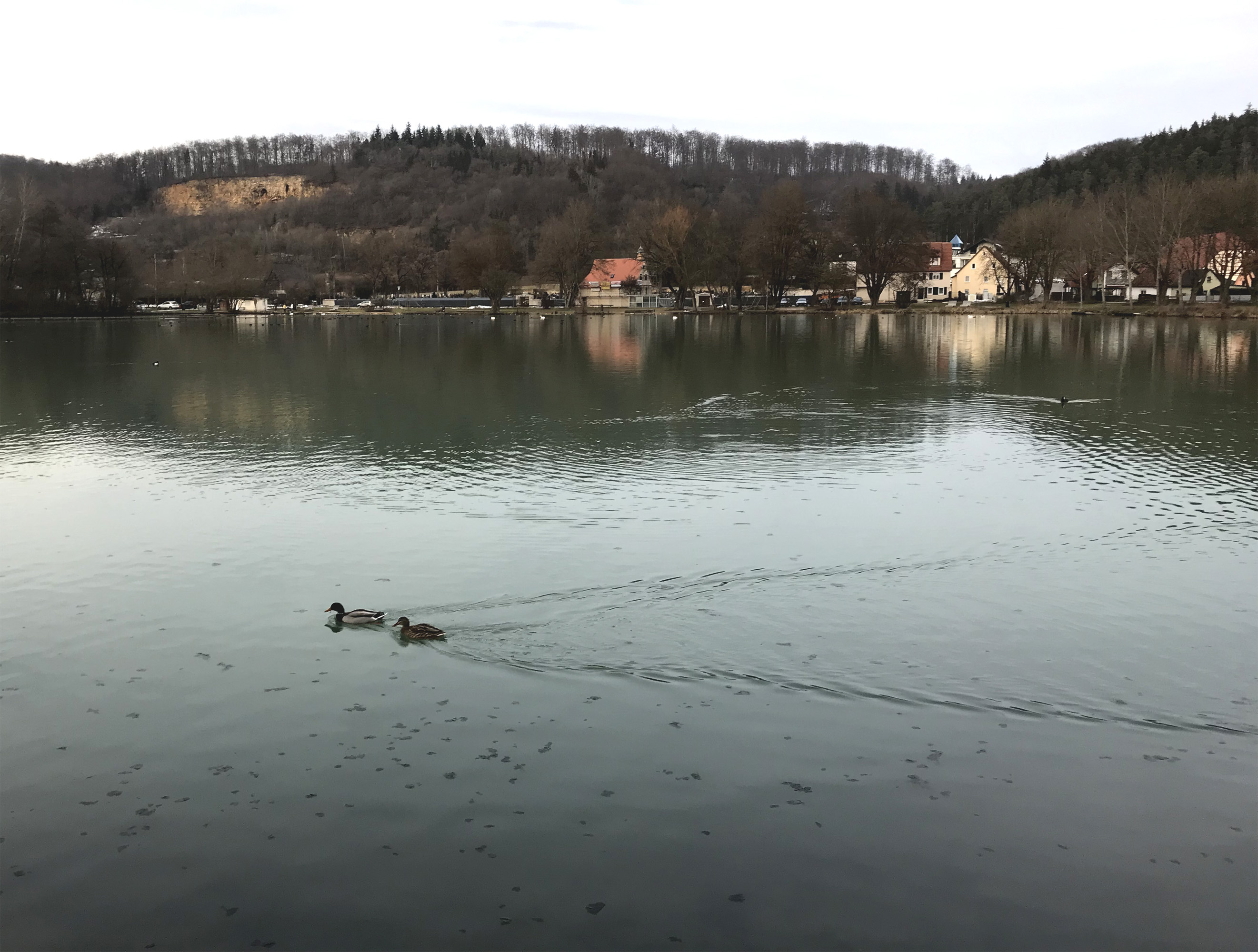

48°43′56.9″N 10°8′0.7″E / 48.732472°N 10.133528°E
伊策爾貝格湖（德語：Itzelberger See），是德國的湖泊，位於該國西南部，由巴登-符騰堡州負責管轄，處於柯尼希斯布龍，面積0.08平方公里，海拔高度496米，最大水深3米。